# Cinguloterebra vicdani
Cinguloterebra vicdani is een slakkensoort uit de familie van de Terebridae. De wetenschappelijke naam van de soort is voor het eerst geldig gepubliceerd in 1981 door Kosuge.